# Duivensport

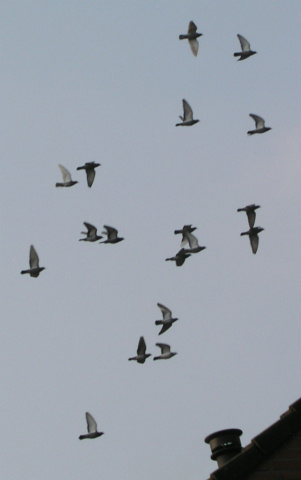
Postduiven in de vlucht

Duivensport is een sport waarin men probeert speciaal gefokte duiven zo snel mogelijk een traject tussen een lossingsplaats en hun hok te laten afleggen. De winnaar is de eigenaar van de duif die de afstand tussen losplaats en duivenhok met de hoogste gemiddelde snelheid heeft afgelegd. Een liefhebber van de duivensport wordt een duivenmelker genoemd. Een belangrijk onderdeel is het kweken en trainen van postduiven.

## Geschiedenis

### Versturen van berichten
Een getrainde postduif kan over grote afstand, en zelfs na jaren, nog zijn hok terugvinden. Vroeger werd zo post verstuurd: een dun en klein papiertje werd beschreven met enkele regels, en dit werd aan de poot bevestigd. Na het loslaten vloog de duif terug naar zijn hok, waar dat bericht gelezen kon worden. Het was dus alleen mogelijk om berichten te versturen naar het thuishok van een getrainde duif. Door verschillende postduiven van verschillende locaties mee te nemen kon men berichten naar meerdere plaatsen sturen. Dit was vroeger een zeer snelle manier van communicatie. Pas met telegrafie en later met de telex kwamen nog snellere communicatiemiddelen, die natuurlijk ook veel betrouwbaarder waren.
In de Tweede Wereldoorlog werd ook gebruikgemaakt van postduiven om berichten over te brengen. Bekende en (postuum) onderscheiden duiven zijn onder andere G.I. Joe, Flying Dutchman, Tommy, William of Orange en Dutch Coast.

### Tegenwoordig
Voor veel mensen is het nog steeds een hobby die intensief wordt beleefd en waarbij de wedstrijden van maart tot en met half oktober plaatsvinden. De sport kent wel, net als veel hobby's die in verenigingsverband worden uitgeoefend, een groeiende vergrijzing. Mede hierdoor is de duivensport in Nederland en België op zijn retour. In het voormalige Oostblok en in Azië is de sport echter flink groeiende. Daarnaast is het, zij het steeds minder, ook een gokspel: de eigenaars kunnen op hun eigen duiven geld inzetten. Hierbij speelt de te verwachten prestatie van een duif uiteraard een grote rol. Gedacht moet worden aan prijzen van enkele tientallen euro's.

## Elementen

### Registratie

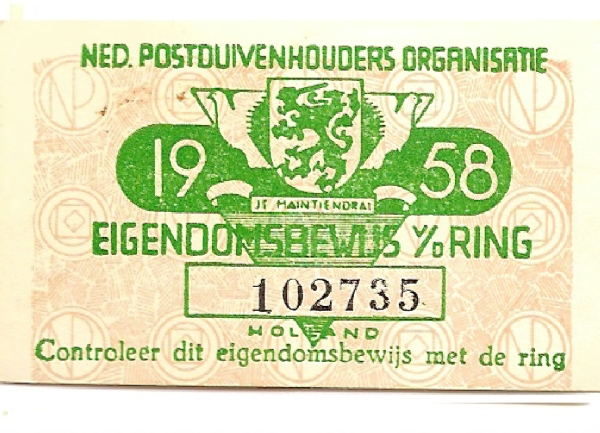
Eigendomsbewijs

Bij het inkorven voor een wedstrijd worden twee soorten merkringen gebruikt, afhankelijk van hoe de aankomsttijd wordt vastgesteld:
- De klassieke methode: Hierbij wordt elke duif door middel van een ringentang voorzien van een gummiring, die bij aankomst van de duif in de klassieke duivenklok (constateur) wordt gestopt. Op lokale en regionale vluchten wordt deze methode nog nauwelijks toegepast. Op internationale vluchten wordt de gummiring nog vaak gecombineerd met de chipring, als antifraudemaatregel.
- De elektronische methode: Met het elektronisch constateren heeft de duif een chipring of een combiring om zijn poot, die bij aankomst een signaal geeft aan de antenne van de elektronische duivenklok. Merken van elektronische constateurs zijn: Tipes, Unikon, Benzing en Bricon.

### Snelheidsbepaling

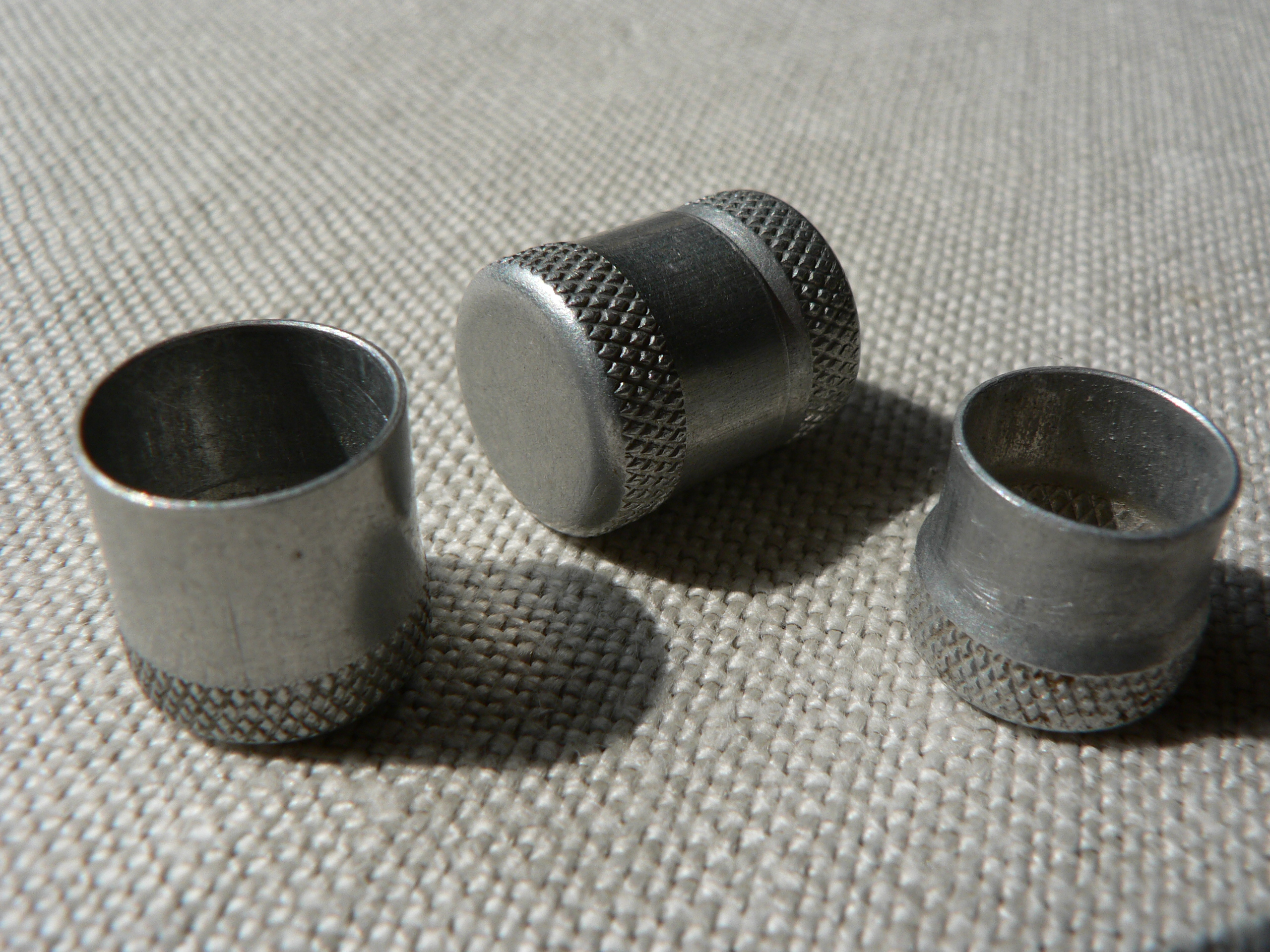
Duivenringpotjes

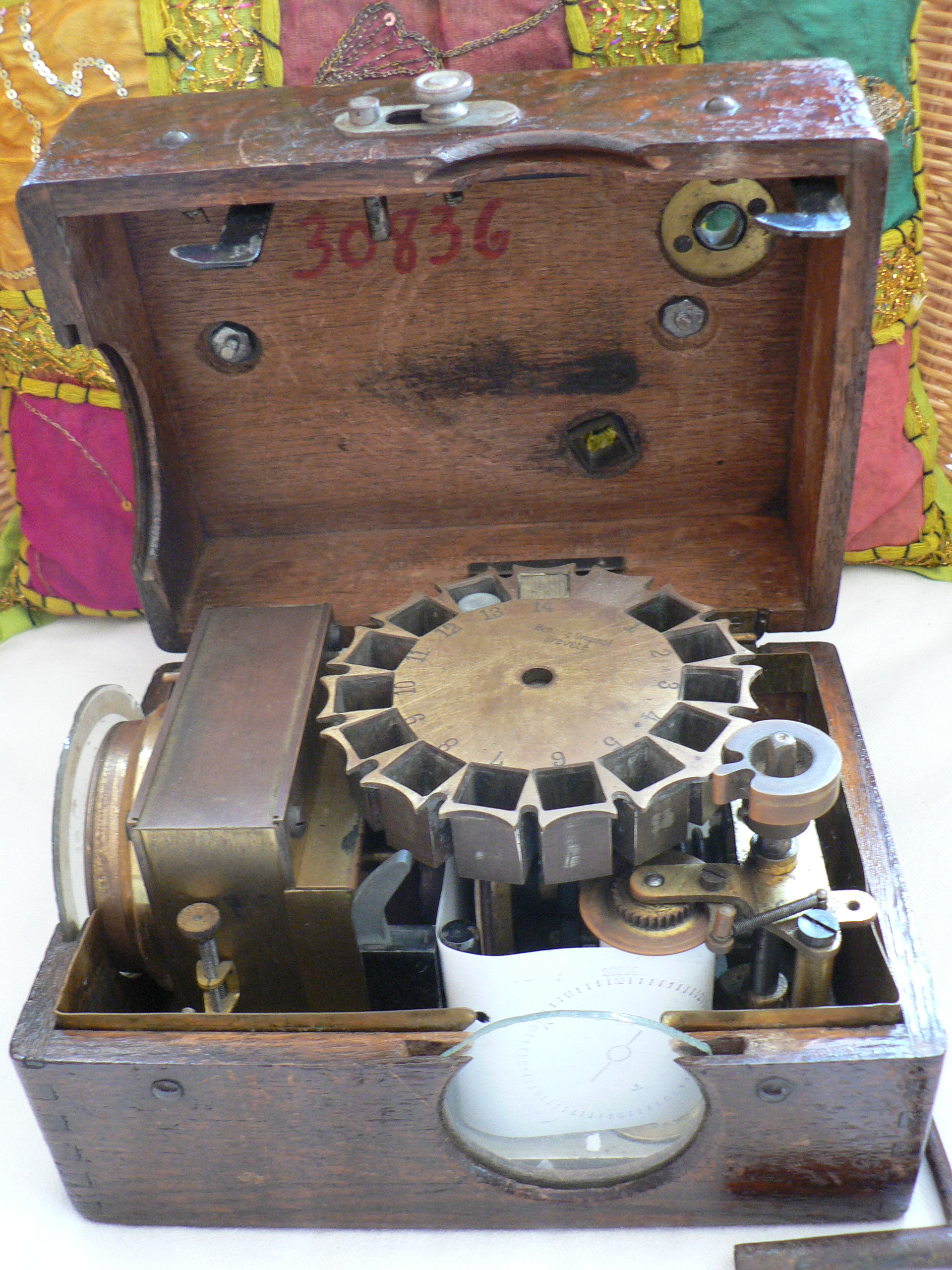
Duivenklok

De snelheid van postduiven varieert – afhankelijk van windrichting en weersgesteldheid – van 60 tot 130 km/h. De vliegsnelheid, die bepalend is voor het klassement, wordt berekend aan de hand van vertrektijd, aankomsttijd en vliegafstand. De vliegafstand wordt berekend aan de hand van de coördinaten (breedte- en lengtetegraad) die door een officiële landmeter werden vastgesteld; die zijn dus voor elk hok verschillend. Met ingang van 2006 worden de afstanden tussen lossingsplaats en thuishok van de duif door middel van gps bepaald in een eenduidiger wereldwijd coördinatensysteem. Hierdoor zijn de afstandsbepalingen veel nauwkeuriger, wat de competitie tussen de duivenliefhebbers ten goede komt.

### Leeftijdsklassen
De duiven worden ingedeeld in leeftijdsklassen (jonge duiven, jaarlingen (vaak samen met oude) en oude duiven). Eventueel wordt er zelfs nog onderscheid gemaakt naar geslacht: doffers (m) of duivinnen (v).

### Inkorving
Bij een inkorving geeft de speler zijn duiven af in een welbepaalde volgorde. De aanpakker registreert iedere duif in de computer en zet ze in een reismand (die voorzien is van drinkflessen en eetbakjes). Daarna rekent de speler af voor de kosten en de inzetten die hij riskeert. De reismanden worden vervolgens op een vrachtwagen naar een bestemming gebracht. De bestemming is meestal zuidelijk gelegen, maar kan een enkele keer ook wel oostwaarts liggen.
Door de stress van de inkorving en het transport en het contact met andere dieren, kunnen de duiven elkaar besmetten met ziekten als duivenpokken, het geel en coccidiose. Bij hun thuiskomst worden ze dan ook goed verzorgd en soms preventief behandeld (wat wel weer een gevaar inhoudt voor resistentievorming bij deze ziekteverwekkers).

### Inzetten
Het duivenspel is in feite een gokspel: de speler kan geld inzetten op een duif op of een groep duiven. De inzetten worden als prijzengeld uitgekeerd. Prijzen kunnen per tweetal, per drietal of hoger worden toegekend. Dat betekent dat slechts één duif op twee, drie of meer een prijs binnenhaalt. Een inzet van 1 euro die per viertal verspeeld wordt, levert dan bijvoorbeeld 4 euro op. De inzetten kunnen variëren van 0,25 euro (voor de verplichte inzet) tot een tiental euro (voor de vrije inzetten).
Op de meeste (lokale en regionale) vluchten is het ook mogelijk om "leerduiven" mee te geven. Er is dan geen inzet en alleen de kosten voor het vervoer moeten worden betaald. Deze duiven komen dan ook niet op de uitslag.

### Lossen

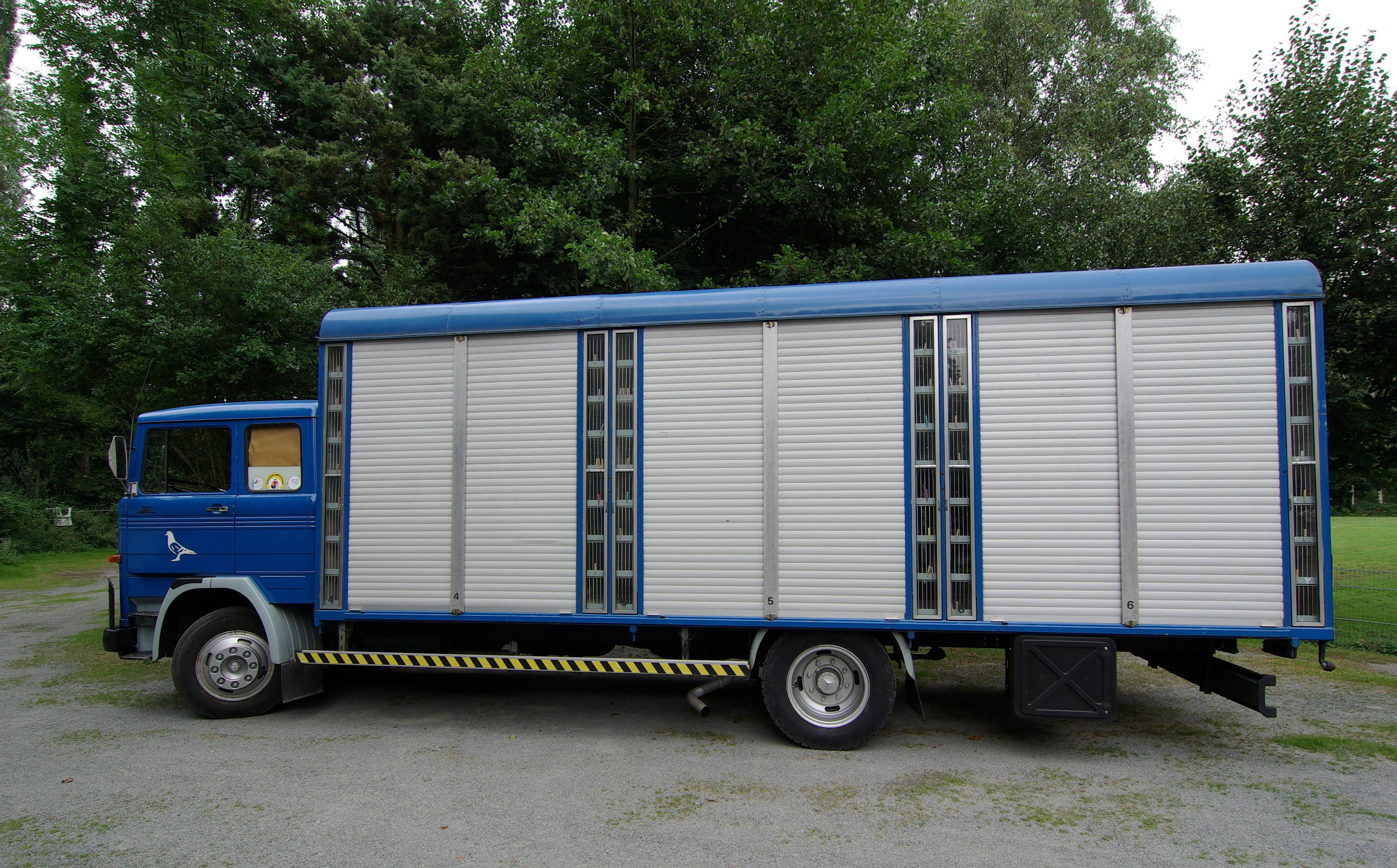
Duiventransport

De wedvluchtbegeleiders wachten op de losplaats tot een vooraf afgesproken uur om alle duivenmanden zo gelijktijdig mogelijk open te maken. Als de weersomstandigheden op het vliegtraject slecht zijn, kan beslist worden om het lossen uit te stellen, of -in een uiterste geval- de dieren veel dichter bij huis te lossen. Het lossingsuur werd aanvankelijk via een telegram naar het inkorvingslokaal gestuurd. Later werd de lossingsinformatie op zondag ieder uur via de radio omgeroepen. Nog later kwam deze informatie op het teletekstkanaal van sommige tv-zenders. Tegenwoordig kunnen de deelnemers de lossingsinformatie vinden op de website van de nationale bond.
Het is dan aan de deelnemer om te schatten wanneer hij zijn duiven thuis mag verwachten, rekening houdend met de lostijd, zijn afstand en de weersomstandigheden.

### Afslag
Nadat de wedstrijdduiven bij aankomst geregistreerd werden (in een mechanische of elektronische constateur) moet de liefhebber de registraties laten uitlezen in het clublokaal. Hiervoor wordt nog steeds de term "afslag" gebruikt, die te maken heeft met een bijkomende registratie van de mechanische constateur in het lokaal om de afwijking met de moederklok vast te stellen. Wanneer alle resultaten overgebracht zijn naar de computer van het lokaal kan de uitslag berekend worden en vervolgens de toewijzing van het prijzengeld. Toen er nog geen computers waren, vergde dit intensief manueel rekenwerk en was het resultaat meestal pas na enkele dagen beschikbaar. Er waren toen vaak betwistingen omtrent rekenfouten. Tegenwoordig is de uitslag vaak reeds zichtbaar op internet, enkele uren na de afslag.

### Afstanden
De uiterste afstand die een duif in één dag kan afleggen, bedraagt ongeveer 1100 km; sommige vluchten kunnen dan ook twee dagen duren.

Men onderscheidt zo vier groepen wedstrijden:
- afstand tot 300 km (vitesse of snelheid of sprint)
- van 300 tot 500 km (midfond of halve fond)
- van 500 tot 700 km (dagfond of eendaagse fond of fond)
- van 700 tot 1300 km (overnachtfond of meerdaagse fond of grote fond)

Aan de hand van oefenvluchten en de prestaties van verwante duiven, weet de duivenmelker over welke afstanden zijn duiven best vliegen.

### Losplaatsen
- Ablis
- Angoulême
- Argenton
- Arras
- Barcelona
- Bergerac
- Blois
- Bordeaux
- Bourges
- Boxtel
- Brive-la-Gaillarde
- Cahors
- Chantilly
- Chartres
- Châteauroux
- Clermont-Ferrand
- Collégien
- Creil
- Dax
- Dizy-le-Gros
- Dourdan
- Écouen
- Épehy
- Épernay
- Guéret
- La Souterraine
- Laon
- Limoges
- Melun
- Mont-de-Marsan
- Montauban
- Montélimar
- Montluçon
- Morlincourt
- Nanteuil
- Narbonne
- Nijvel
- Noyon
- Orange
- Orléans
- Perpignan
- Pithiviers
- Poitiers
- Quiévrain
- Reims
- Rethel
- Saint-Quentin
- Saint-Vincent-de-Tyrosse
- Sens
- Sézanne
- Soissons
- Souillac
- Strombeek
- Tarbes
- Tours
- Toury
- Troyes
- Vervins
- Vouziers

### Training
Een jonge postduif zal eerst zelf in de omgeving van het duivenhok rondvliegen en die zo leren kennen. Daarna kan ze getraind worden door ze op slechts enkele kilometers te lossen. Als er oudere duiven tegelijkertijd worden losgelaten, kan de jonge duif gewoon meevliegen, maar ook alleen kan de jonge duif haar weg terugvinden.
Na het loslaten vliegt de duif een paar rondjes voor haar oriëntatie. Vervolgens vliegt ze de goede richting op. Daarbij vliegt ze bij voorkeur over land, en niet over water. Een duif kan zich ook best vergissen, maar zal dan via een omweg toch vaak de weg naar huis terugvinden.
Zelfs over een afstand van 1000 kilometer of meer kan de postduif de weg terugvinden naar haar hok. Bij zulke grote afstanden moet de postduif dan ook nog ergens overnachten.

### Voeding
De duif is een zaadeter. Een reisduif krijgt een mengeling van allerhande zaden en granen, meestal aangepast aan het seizoen. Zo bestaan er specifieke mengelingen voor de rui, de kweek en het sportseizoen. Tijdens het sportseizoen krijgt een 'fondduif' zwaardere voeding dan een 'snelheidsduif'.
Daarnaast speelt een goede conditie van de duif – het gezond houden en de juiste voeding – een grote rol. Er is dan ook een ruim aanbod aan voedingssupplementen en (pseudo)geneesmiddelen voor duiven.

### Motivatietechnieken
- Een veel toegepaste methode om een zo groot mogelijke prestatie van de duif te bewerkstelligen staat bekend onder de naam weduwschap. De doffer wordt in de week vóór de vlucht van de duivin gescheiden; doordat hij uit ervaring weet dat hij bij aankomst de vrouwtjesduif in het nest zal vinden, wordt zijn drang naar huis en dus zijn prestatie verhoogd. Wanneer op deze wijze met zowel doffers als duivinnen wordt gespeeld noemt men dat totaal weduwschap.
- Een andere methode is het nestspel. De doffers en duivinnen worden dan niet gescheiden, maar op een natuurlijke manier gehouden. Ze paren, broeden en brengen dus gewoon jongen groot. De duivinnen leveren de beste prestaties als ze broeden of kleine jongen hebben. De doffers hebben een betere conditie als ze grote jongen hebben of als ze 'drijven' (lees: de periode waarin ze paren met de duivin voor een nieuw legsel). Een extra stimulans kan het op de vlucht inzetten van de ouderduif van het nest met jongen zijn op het moment dat de partner niet aanwezig is. De ouderduif denkt dan dat de jongen zonder voedsel en bescherming zitten en zal zich vlugger terug naar het hok haasten.
- Een populaire methode met jonge duiven is de schuifdeur. Tijdens de week leven en trainen de jonge doffers en duivinnen gescheiden in twee aanliggende hokken. Enkele uren voor de inkorving wordt een schuifdeur tussen beide hokken geopend en kunnen duivers en duivinnen vrij met elkaar scharrelen.

### Achterblijvers
Na zulke vluchten (wedstrijd- en oefenvluchten) blijven ook dieren verdwaald achter. Deze achterblijvers (in jargon: opvangers) komen vaak bij andere liefhebbers op het duivenhok terecht. De eigenaar van een verdwaalde duif kan achterhaald worden aan de hand van het unieke nummer op de vaste voetring. Het telefoonnummer en/of e-mailadres van de eigenaar kan worden gevonden via de website van de nationale bonden. De liefhebber die de duif heeft opgevangen, neemt dan contact op met de eigenaar en in overleg wordt gezocht naar een oplossing. Vaak is een duif na een paar dagen te zijn verzorgd op het 'gasthok' zelf in staat om de weg naar het eigen hok weer te vinden. Verdwaalde postduiven moeten niet worden verward met stadsduiven.

### Fraude
Waar geld in het spel is, is fraude niet ver weg. Fraudeurs proberen op verschillende wijzen de uitslag van een wedstrijd te beïnvloeden:
- door manipulatie van de gummiring of de chipring bij het inkorven
- door manipulatie van de duivenklok bij aankomst
- door doping.

Het gebruik van doping is niet toegestaan. Er is een lijst met verboden stoffen en er worden jaarlijks vele controles uitgevoerd.

## Geografisch

### Duivensport in België
België is de bakermat van de duivensport. Omstreeks 1800 vonden er in Luik, Antwerpen en Gent al wedstrijden plaats. De Koninklijke Belgische Duivenliefhebbersbond (KBDB) bestaat sinds 1910 en heeft vijf regionale afdelingen in Vlaanderen en twee in Wallonië. In tegenstelling tot in Nederland werden de Belgen tijdens de Tweede Wereldoorlog niet verplicht om hun duiven af te maken. Daar werden de duiven alleen uit enkele provincies geëvacueerd. Anders was dat in de Eerste Wereldoorlog, waarbij de Belgische duivensport zware klappen kreeg.
Sedert de jaren 1950 is in de omgeving van Lier, met zijn zondagse internationale duivenmarkt, de sport nog erg populair.

### Duivensport in Nederland
Vóór de Tweede Wereldoorlog telde Nederland vele duivenhouders, zowel van postduiven als van sierduiven. Op 16 mei 1940, direct na de capitulatie, werd door de Duitse bezetter geëist dat alle Nederlandse postduiven moesten worden afgemaakt. Enkele duivenmelkers tekenden hiertegen protest aan, en kregen het voor elkaar dat de verordening werd ingetrokken. Dit echter wel onder voorwaarden dat het houden van postduiven voortaan streng gereguleerd zou worden. Binnen twee maanden werd het Nationaal Verbond van Nederlandse Postduivenhouders opgericht. Het doel van de nieuwe, gelijkgeschakelde organisatie was het verenigen van alle bestaande postduivengroeperingen en bonden in één overkoepelende organisatie. Richtlijnen voor het functioneren van de nieuwe organisatie werden mede bepaald door een afvaardiging van het Duitse bestuur. Voor sierduiven werd er een vergelijkbare organisatie opgericht. Het Nationaal Verbond voor Nederlandse Postduivenhouders was onder andere verantwoordelijk voor de landelijke ringadministratie; de registratie van duiven en hun bezitters, uitgevoerd door middel van sluitringen om de pootjes van postduiven, een praxis die door de bezetter voor alle postduiven verplicht werden gesteld. Maarten de Roode, tot dan toe bestuurder bij de Federatie van de Nederlandse Postduiven Bond, kreeg van de Federatie de opdracht om zitting te nemen in het bestuur van de nieuwe organisatie. Hij was daar onder andere belast met de ringadministratie. In 1941 werd lid zijn van het Nationaal Verbond voor elke postduivenhouder verplicht. Toen in 1941 werd afgekondigd dat er slechts nog voor een paar duizend duiven voer beschikbaar zou blijven, werd het Nationaal Verbond van Nederlandse Postduivenhouders belast met het uitvoeren van de verordening. Uiteindelijk werden vrijwel alle Nederlandse duiven (1 200 000 postduiven en 48 000 sierduiven) afgemaakt, krachtens een verordening van 15 augustus 1942.
Ondanks de zware straffen bij overtreding slaagden veel duivenhouders erin om hun duiven illegaal in leven te houden. Na de Tweede Wereldoorlog beleefde de duivensport een nieuwe opleving.
De naam van de landelijke postduivenorganisatie is de NPO (Nederlandse Postduivenhouders Organisatie). Deze is gevestigd in Veenendaal.

### Duivensport in de wereld
De duivensport heeft zich over de hele wereld verspreid. Op het gebied van het kweken en fokken hebben Nederlandse en Belgische duivenhouders zich een reputatie verworven. Waar de Belgen vooral uitblinken in de korte en middellange afstanden, zijn de Nederlanders eerder gespecialiseerd in de fondvluchten (meer dan 800 km). De wereldorganisatie, de Fédération Colombophile Internationale, is gevestigd in Brussel.

#### China
In China bestaat de duivensport sinds de Mingdynastie, waarbij reeds toen duiven uit Europa geïmporteerd werden. Nadat de sport in het begin van de 20ste eeuw verboden werd, is hij momenteel weer springlevend. In Peking en omgeving wordt het aantal fokkers op ca. 100.000 geschat. Typisch voor de Aziatische benadering is de inzet van grote geldbedragen. Tekenend hiervoor is de aankoop van de Belgische duif "Armando" door een Chinese fokker voor de Belgische recordprijs van 1,4 miljoen dollar. Het absolute record bedraagt mondiaal momenteel $3.325.000 voor "James's Legend", gekocht op de veiling van de Pioneer Club in Beijing door James Huang.

## Duivensport in de media
- Van duiven houden (2011): serie van Omroep MAX
- Zwartje de postduif (1985-86): na "Het Grote Postduiven Boek" in 1979, dat Jan Hermans schreef samen met prof. Van Grembergen en Arie van den Hoek, volgt in 1985 de tv-serie "Zwartje de Postduif". Zwartje de Postduif was een meerdelige serie die op de Belgische én Nederlandse nationale tv werd uitgezonden.
- Sportblad De Duif: De Duif werd in 1888 opgericht als lokaal Antwerps duivensportblad. Na de Eerste Wereldoorlog werd de blik verruimd en niet veel later werd de krant in heel België en tot ver daarbuiten gelezen. Inmiddels zijn ze de oudste Belgische duivenkrant en brengen ze wekelijks nog altijd het laatste nieuws.[10]

## Trivia
- Een bekende raceduif is The King of Rome, die in 1913 als snelste 1611 km van Rome (Italië) naar Groot-Brittannië vloog.
- In 2008 besliste de rechter, in een zaak die aangespannen werd door de Nederlandse belastingdienst, dat de duivensport geen sport is. Hierdoor zijn de duivenmelkers gebonden aan de btw die op de voetringen komen te zitten.[11] Het televisieprogramma EénVandaag besteedde op 14 augustus 2008 aandacht aan deze zaak.[12]